# Atropetalia
Atropetalia Vlieg. 1937 (синоним: Epilobietalia angustifolii R.Tx. 1950) — порядок растительности класса Epilobietea angustifolii. Формируется на вырубках и гарях, полянах лиственных лесов на богатых почвах на месте лесов класса Querco-Fagetea.
Характерными видами являются иван-чай узколистный, белладонна, наперстянка пурпурная, сушеница лесная, крестовник клейкий и крестовник лесной
Включает в себя союзы:
- Epilobion angustifolii Soó 1933 em. R. Tüxen 1950

Встречается на опушках лиственных и хвойных лесов или вдоль дорог. Почвы характеризуются кислой реакцией, богаты органическими веществами и соединениями азота. Подобные сообщества распространены в Европе и Сибири.
- Atropion belladonnae (Braun-Blanquet 1930) R. Tüxen 1950

Встречается на опушках лиственных лесов. Почвы богаты азотом и органическим материалом, часто формируются на известняковых субстратах. Эти сообщества распространены на атлантическом побережье и центральной Европе, а также на Кавказе
- Arctio-Sambucion nigrae Doing 1962

Представляют собой заросли бузины. Встречается в заброшенных населённых пунктах атлантической зоны Европы.